# Тарпана
Та́рпана (санскр. तर्पण, IAST: tarpaṇa) — индуистский обряд, цель которого — удовлетворить богов, риши и предков путём возлияний воды.
Проведение этого ритуала входит в число ежедневных обязанностей, предписанных для домохозяина из числа «дваждырождённых».
Тарпана иногда также относится к числу религиозных действий, совершаемых не постоянно, а по тому либо иному поводу. Например, таким поводом может стать омовение (снана) в местах паломничества, или тиртхах. Тарпана должна совершаться паломником три раза в день. Некоторые источники предписывают, чтобы вода обязательны была смешана с семенами сезама. Последние в данном случае ассоциируются с приношениями мертвым. Тарпана считается обрядом, сопутствующим поминальной церемонии, которая известна как шраддха; совершается также в особые дни (питри-титхи или питри-дина), считающиеся уместными для жертвоприношений предкам. В шраддхе, в отличие от тарпаны с её возлияниями воды, предкам предоставляется пища для утоления голода.
Согласно ритуальным сутрам и дхармашастрам тарпана делилась на три части: дева-тарпану («насыщение богов»), риши-тарпану («насыщение мудрецов») и питри-тарпану («насыщение предков») и являлась обязательным составным элементом брахма-яджны, ежедневного чтения Вед. Возлияния воды на всех трёх этапах предварялись манипуляциями со священным шнуром (яджнопавита).
Исполнитель обряда сначала омывается, чтобы приобрести ритуальную чистоту, набирает воду в свои сложенные вместе руки, затем разжимает свои пальцы, чтобы дать воде истечь. В случае с богами вода должна истекать по кончикам пальцев, в случае риши — по запястьям, с предками — по ладони правой руки, между указательным и большим пальцами.